# Lupiñén-Ortilla
Lupiñén (en aragonés Lopiñén) es un municipio español de la provincia de Huesca, en la comunidad autónoma de Aragón. Está encuadrado en la comarca de la Hoya de Huesca.

## Geografía

### Núcleos de población
- Lupiñén (capital)
- Ortilla
- Montmesa
- Las Casas de Nuevo
- Castillo de Algás
- Castillo de Campiés
- Castillo de la Mezquita
- Castillo de Otura
- Castillo de Rosel
- Castillo de Turrillos

## Historia
En la década de 1970, se fusionaron Lupiñén y Ortilla para formar el nuevo municipio de Lupiñén-Ortilla, con la capitalidad municipal en Lupiñén.

## Administración y política
| Período   | Alcalde                               | Partido |  |
| --------- | ------------------------------------- | ------- |  |
| 1979-1983 | Joaquín Mariano Til Aín               | UCD     |  |
| 1983-1987 | Eduardo Ciria Mallad                  | CDS     |  |
| 1987-1991 | Eduardo Sobrevia Alpi                 | CDS     |  |
| 1991-1995 | Eduardo Sobrevia Alpi                 | CDS     |  |
| 1995-1999 | Manuel Lloro Lloro // PP //           |         |  |
| 1999-2003 | Fco. Javier Sanmartin Bernue // PP // |         |  |
| 2003-2007 | Joaquín Mariano Til Aín               | PP      |  |
| 2007-2011 | Joaquín Mariano Til Aín               | PAR     |  |
| 2011-2015 | Joaquín Mariano Til Aín               | PAR     |  |
| 2015-2019 | Fernando Omiste Martínez              | PP      |  |
| 2019-     | Idoya Álvarez Alonso                  | PSOE    |  |

| Partido político    | Partido político                                   | 2003   | 2007   | 2011   | 2015   |
| Partido político    | Partido político                                   | Ediles | Ediles | Ediles | Ediles |
|                     | Partido Popular de Aragón (PP)                     | 7      | —      | —      | 4      |
|                     | Partido de los Socialistas de Aragón (PSOE-Aragón) | —      | 1      | 1      | 3      |
|                     | Partido Aragonés (PAR)                             | —      | 6      | 6      | —      |
|                     | Chunta Aragonesista (CHA)                          | —      | —      | 0      | —      |
| Total de concejales | Total de concejales                                | 7      | 7      | 7      | 7      |

## Demografía
Lupiñén-Ortilla cuenta con una población de 349 habitantes (INE 2024).
| Gráfica de evolución demográfica de Lupiñén Ortilla entre 1981 y 2021 |
| |
| Población de derecho según los censos de población del INE Población de hecho según los censos de población del INEEntre el censo de 1981 y el anterior, aparece este municipio porque se fusionan los municipios 22152 (Lupiñén) y 22166 (Ortilla) |

## Monumentos

### Monumentos religiosos
- Iglesia parroquial dedicada a San Martín
- Ermita de San Pedro de Verona
- Ermita de Ntra. Sra. de la Huerta

### Monumentos civiles
- La caseta de los pobres
- El lavadero municipal
- La fuente de los 8 caños

## Cultura
- Asociación de mujeres de Lupiñén
- Publicación semestral El Mondongo

## Deportes
- En el embalse cercano de La Sotonera pueden realizarse diferentes deportes, como la vela y la pesca.
- Circuitos de Mountain-Bike por toda la comarca.

## Fiestas
- Primer domingo de mayo, con romería a la ermita de San Pedro
- Día 15 de mayo en honor de San Isidro Labrador
- Día Pascua de Pentecostés: Fiesta pequeña
- Día 25 de agosto en honor de San Ginés (Fiesta grande)

## Personas destacadas
- Dr. Juan Antonio Costas
- Don Manuel Ruiz Urriés de Castilla y Pujadas, I conde de Ruiz de Castilla